# Marianne Agulhon
Marianne Agulhon (Uchda, Marruecos, 19 de marzo de 1966) es una deportista francesa que compitió en piragüismo en la modalidad de eslalon. Ganó dos medallas en el Campeonato Mundial de Piragüismo en Eslalon, oro en 1991 y bronce en 1993.

## Palmarés internacional
| Campeonato Mundial | Campeonato Mundial | Campeonato Mundial | Campeonato Mundial |
| Año                | Lugar              | Medalla            | Competición        |
| ------------------ | ------------------ | ------------------ | ------------------ |
| 1991               | Tacen (Yugoslavia) | Medalla de oro     | K1 por equipos     |
| 1993               | Mezzana (Italia)   | Medalla de bronce  | K1 individual      |